# Tomáš Skuhravý
Tomáš Skuhravý (* 7. září 1965, Přerov nad Labem) je bývalý český fotbalový útočník. Stal se známým výbornými výkony na mistrovství světa 1990 v Itálii. V průběhu kariéry i po ní jej limitovaly problémy s životosprávou.

## Kariéra
Svou profesionální kariéru zahájil ve Spartě. V roce 1983 rozhodl svým gólem o postupu Sparty přes Real Madrid v Poháru UEFA. Za československou reprezentaci odehrál v roce 1990 Mistrovství světa v Itálii, kde se stal s pěti góly druhým nejlepším střelcem (nejlepší Salvatore Schillaci, 6 gólů) a hvězdou šampionátu. Dvěma góly přispěl k nejvyššímu vítězství na šampionátu (ČSFR vs. USA 5:1), v osmifinále pak vstřelil hattrick v utkání s Kostarikou. Pozornost vzbudilo i to, že všechny góly Kostarice vstřelil hlavou. V Itálii zůstal, když ho od Sparty koupil nováček Serie A, FC Janov. Skuhravý se brzy prosadil, začal střílet góly a dostal přezdívku „Bomber“. Mezi jeho individuální ocenění patří například titul Fotbalista roku (1991). Těsně před koncem kariéry přestoupil do Viktorie Žižkov, kde však po absolvování vstupní lékařské prohlídky nikdy nenastoupil. Po skončení kariéry si ve svém rodném Přerově nad Labem založil restauraci s názvem Bomber.
Bydlí v Praze – Motole a v zahraničí. Jeho bratrancem je Roman Skuhravý.